# Joanna Biron

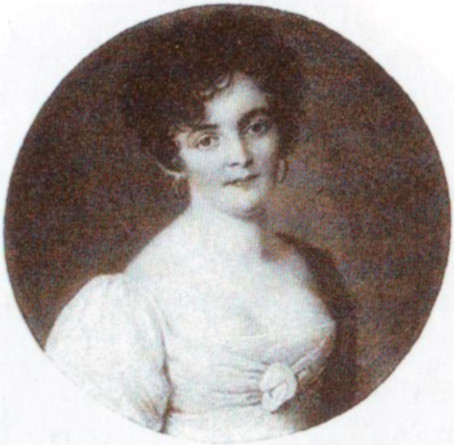
Joanna Acerenza (Biron)

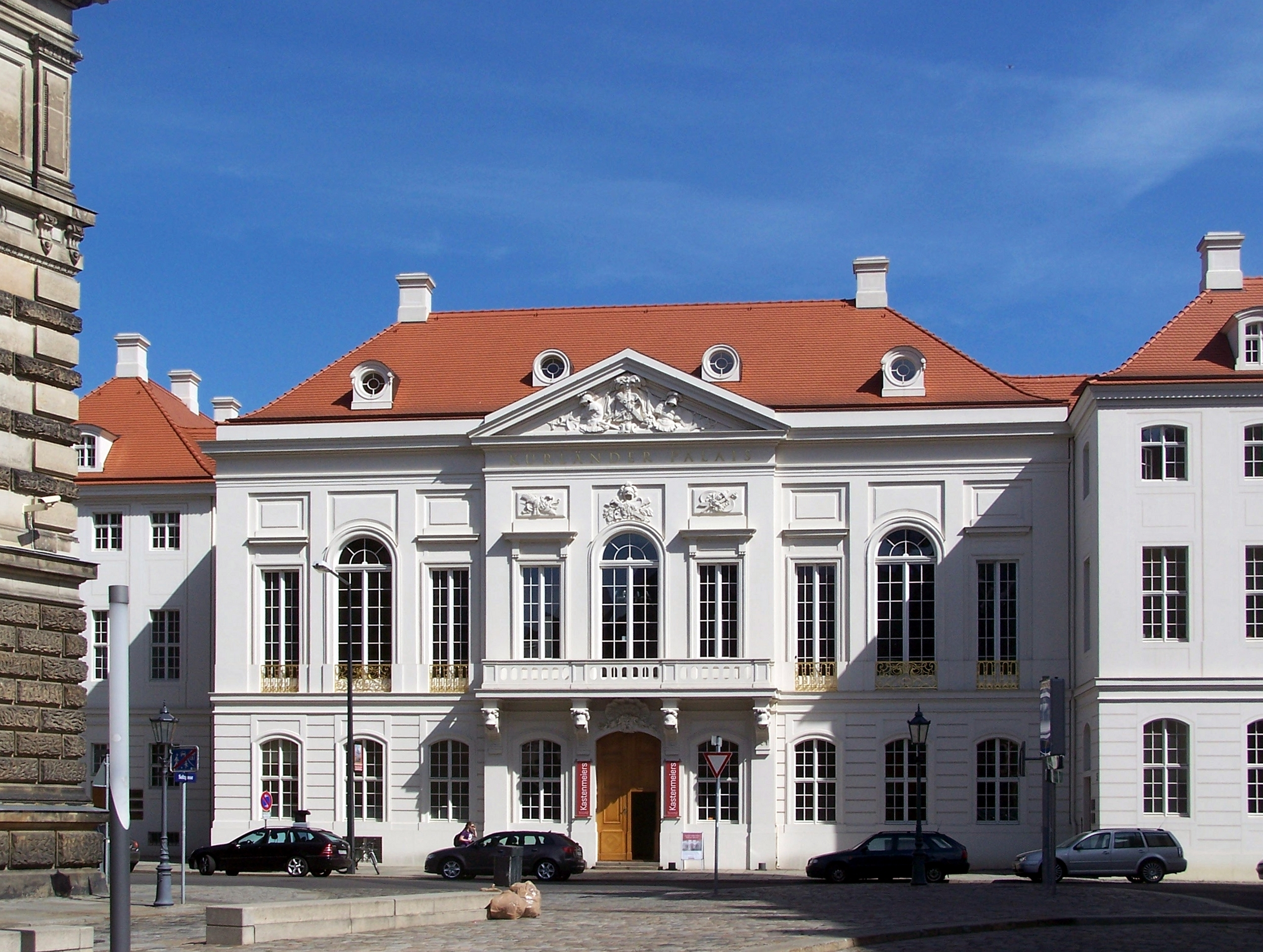
Pałac Kurlandzki w Dreźnie

Portret Fritza von Piattolego

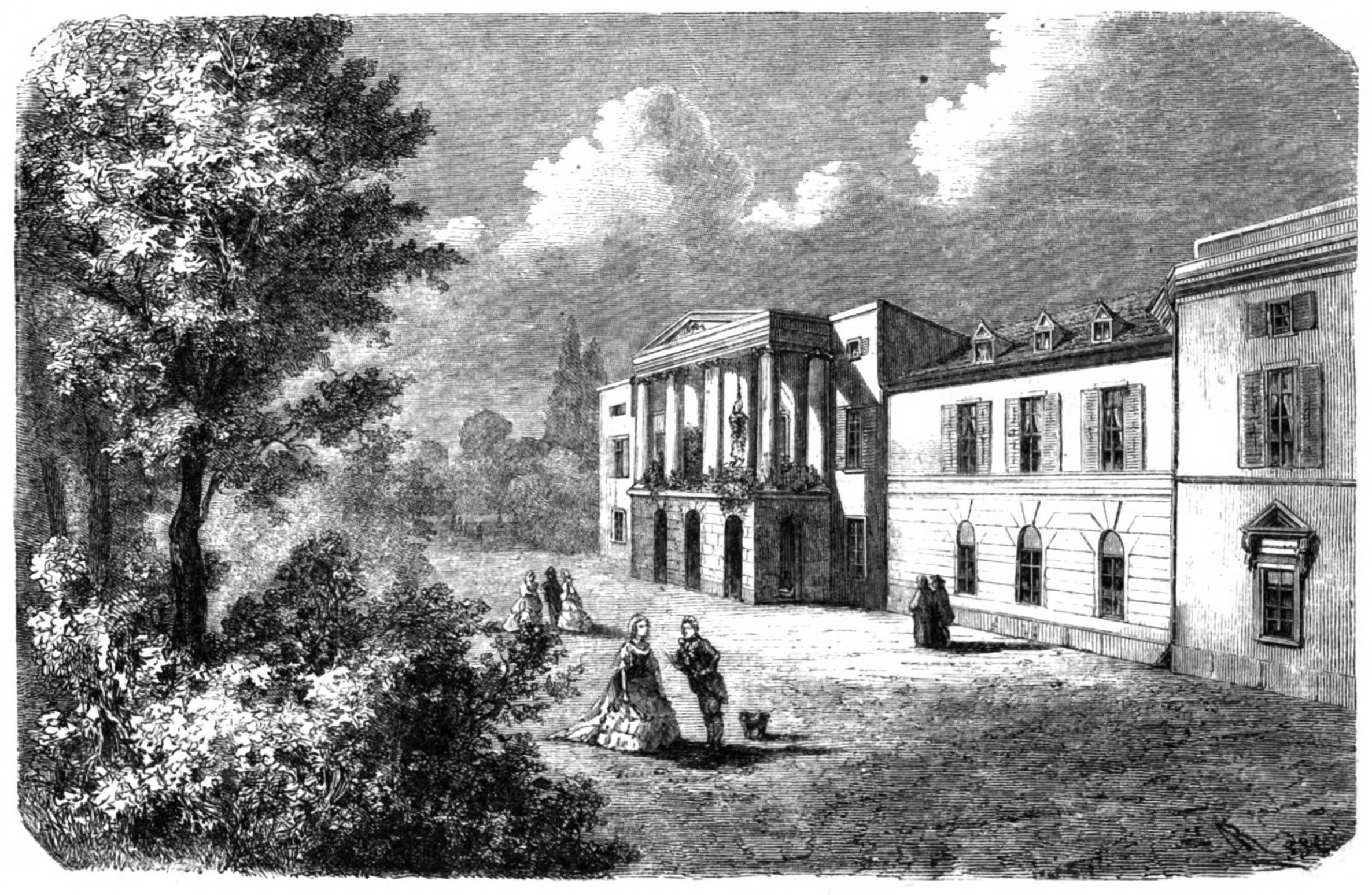
Zamek i park w Löbichau (1859)

Joanna Katarzyna Acerenza (ur. 24 czerwca 1783 w Mitawie, zm. 24 czerwca 1876 w Löbichau w Turyngii) – żona księcia Acerenza Franciszka Pignatelliego de Bellmonte, trzecia córka Piotra Birona i Anny Doroty von Medem.
Dzieciństwo i młodość spędziła w pałacu w Żaganiu, stanowiącym ośrodek dóbr Bironów na Śląsku zwanych księstwem żagańskim. Joanna wraz z trzema siostrami: Wilhelminą, Pauliną i Dorotą wychowywała się bez udziału rodziców pod opieką guwernantek i służby. 
W wielu 16 lat zakochała się we Włochu Arnoldim, który był muzykiem występującym w książęcym teatrze. W powszechnej opinii związek muzyka z księżną stanowił mezalians, w związku z czym młodzi podjęli nieudaną próbę ucieczki do Ameryki. Piotr Biron po „hańbie”, której dopuściła się córka, wyjechał do Pragi, a będąc u kresu życia (zm. w styczniu 1800) wydziedziczył ją. Joanna została schwytana i z rozkazu ojca przekazana pod opiekę hrabiego Wratislawa, szefa policji w Pradze. Arnoldiemu udało się uciec, lecz listy, które wysyłał do Joanny, przechwytywał hrabia. Podszywając się pod młodą księżniczkę umówił się z Włochem na spotkanie, na którym ten został ujęty i wkrótce zamordowany.
Po śmierci Arnoldiego urodził się ich syn Fryderyk (Fritz) von Piattoli (19 września 1800, Praga – 6 kwietnia 1849, Pałac Gödöllő, Węgry), który przez wzgląd na pochodzenie ojca był wychowywany z dala od matki.  
Po wydziedziczeniu księżniczka znalazła schronienie u neapolitańskiej królowej Marii Karoliny, która 18 marca 1801 w Dreźnie wydała ją za mąż za starszego o 17 lat Włocha z Neapolu Franciszka Pignatellego Belmonte d'Acerenza (13 lutego 1766 – 20 grudnia 1827). Małżeństwo to nie wytrzymało próby czasu i zakończyło się separacją w 1806.
W 1806 Joanna otrzymała znajdujący się w Dreźnie Pałac Kurlandzki, a po śmierci matki (1821) odziedziczyła dobra Löbichau w księstwie Saksonii-Altenburga.
Zmarła w wieku 93 lat w Löbichau, a jej ciało spoczęło ostatecznie w kaplicy grobowej kościoła łaski w Żaganiu, gdzie pochowani zostali pozostali protestanccy członkowie rodziny Biron, w tym jej ojciec Piotr.

## Literatura
1. Katarzyna Adamek, Marian Ryszard Świątek: Żagań znany i nieznany. Przewodnik historyczny po mieście i okolicy, Żagań
2. Żagańskie portrety, Joanna Katarzyna Biron, Zbigniew Janicki, „Goniec Żagański”, Żagań, marzec 1999 r.
3. Hugo Weczerka (Hg.): Handbuch der historischen Stätten Schlesien, Stuttgart 1977